# Anatolij Polivoda
Anatolij Ivanovitsj Polivoda (Oekraïens: Анатолій Іванович Поливода, Russisch: Анатолий Иванович Поливода) (Jenakijeve, Oblast Donetsk, 29 mei 1947 – 22 januari 2024) was een Oekraïens basketbalspeler die speelde voor het basketbalteam van de Sovjet-Unie. Hij kreeg de onderscheiding Meester in de sport van de Sovjet-Unie (1971). Hij kreeg de Orde van Verdienste derde klasse in 2002.

## Carrière
Polivoda begon zijn carrière bij Vanguard Donetsk in 1962. In 1963 ging Polivoda spelen voor Stroitel Kiev. Hij werd in 1967 met de Oekraïense SSR landskampioen van de Sovjet-Unie. Met Stroitel werd hij twee keer tweede op het landschapskampioenschap, in 1965 en 1966. In 1964 en 1970 werd Polivoda derde met Stroitel.
Polivoda won de gouden medaille voor de Sovjet-Unie op de Olympische Zomerspelen van 1972. Hij won de bronzen medaille op de Olympische Zomerspelen in 1968. Polivoda won ook een gouden medaille op het wereldkampioenschap in 1967. Polidova won drie gouden medailles op de Europese kampioenschappen, in 1967, 1969 en 1971.
Polivoda overleed op 22 januari 2024 op 76-jarige leeftijd.

## Erelijst
- Landskampioen Sovjet-Unie: 1
  - Winnaar: 1967
  - Tweede: 1965, 1966
  - Derde: 1964, 1970
- Olympische Spelen: 1
  - Goud: 1972
  - Brons: 1968
- Wereldkampioenschap: 1
  - Goud: 1967
- Europees kampioenschap: 3
  - Goud: 1967, 1969, 1971